# Tišma
Tišma je priimek več znanih ljudi:
- Aleksandar Tišma (1924—2003), srbski pisatelj in prevajalec
- Filip Tišma (*1984), slovenski kolesar
- Nikola Tišma (1938—2022), slovenski rudarski inženir